# Trapezoeder

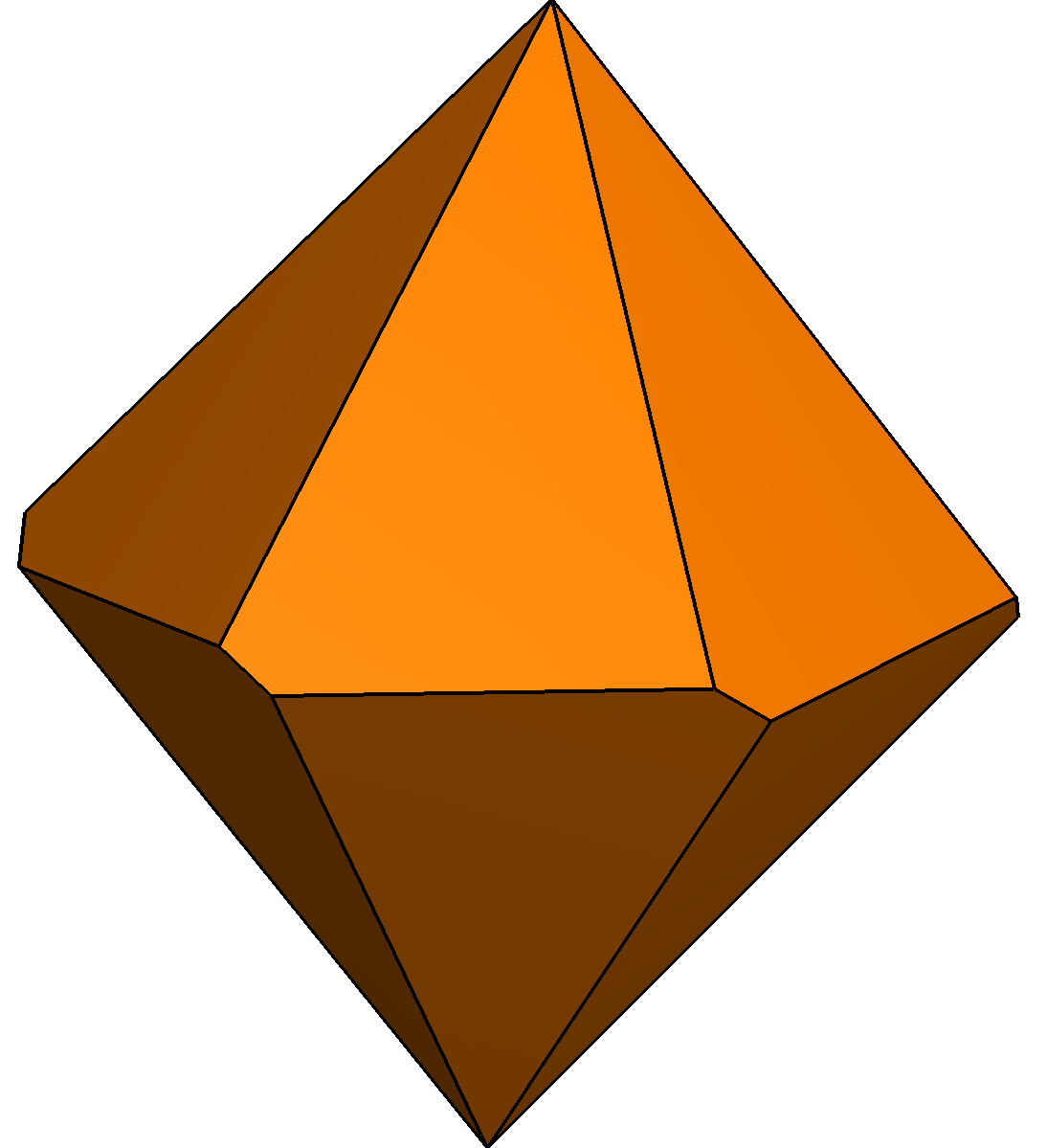
Hexagonales Trapezoeder

Ein Trapezoeder ist ein Polyeder, das von deckungsgleichen „schiefen“ Vierecken begrenzt ist – also von solchen, bei denen keine Seite einer anderen parallel ist (Trapezoide oder Trapeze im älteren Sinn.) Ein Trapezoeder kann man sich als eine Bipyramide vorstellen, bei der die obere gegen die untere Pyramide um einen beliebigen Winkel verdreht ist. Ein Trapezoeder wird n-gonal genannt, wobei n die Hälfte der Anzahl seiner Flächen ist. (Zwei sich berührende Kanten der Vierecke haben notwendigerweise die gleiche Länge.)
Trapezoeder kommen in der Natur als Kristallform vor: Sie sind die allgemeine Flächenform der enantiomorphen Kristallklassen 32 (trigonal-trapezoedrische), 422 (tetragonal-trapezoedrische) und 622 (hexagonal-trapezoedrische Klasse).

## Symmetrie
Trapezoeder sind punktsymmetrisch. Der Symmetriepunkt ist der Schnittpunkt der Raumdiagonalen. Eine der Raumdiagonalen stellt eine n-zählige Drehachse dar.

## Trapezoeder mit höherer Symmetrie
Ein Trapezoeder mit höherer Symmetrie entsteht, wenn die Flächen der oberen Pyramide genau in der Mitte zwischen denen der unteren liegen. Der Winkel der Verdrehung ist dann 180°/m bei einer m-zähligen Pyramide. Die Flächen solcher Körper sind Drachenvierecke („Deltoide“). Diese höhersymmetrischen Trapezoeder werden auch Deltoeder oder Antipyramide genannt; ihre dualen Polyeder sind gerade Antiprismen.

trigonales Trapezoeder
tetragonales Trapezoeder
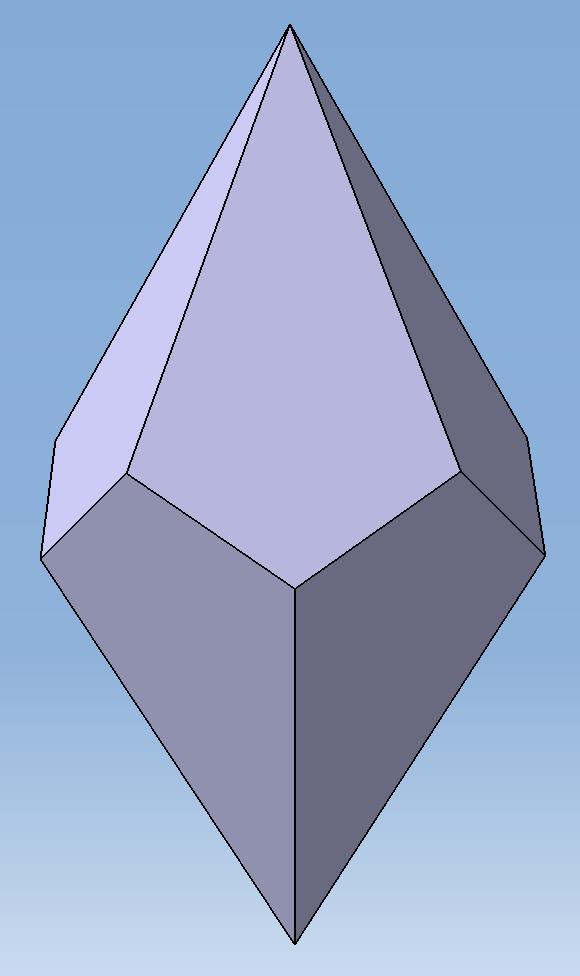
Pentagonales Trapezoeder
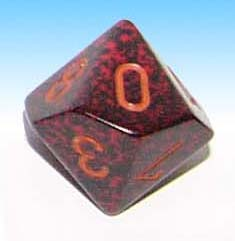
Pentagonales Trapezoeder als zehnseitiger Spielwürfel
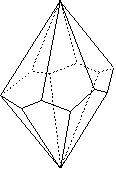
hexagonales Trapezoeder

## Deltoidalikositetraeder
Daneben wird gelegentlich auch das kubische Deltoidalikositetraeder, ein Körper mit 24 drachenförmigen Flächen, Trapezoeder genannt.